# Satoshi Mori
Satoshi Mori (jap. 森智 Mori Satoshi; ur. 19 maja 1971 w Nozawa Onsen) – japoński narciarz, specjalista kombinacji norweskiej, zawodnik klubu Nozawa Onsen Ski Club.

## Kariera
Po raz pierwszy na arenie międzynarodowej Satoshi Mori pojawił się w sezonie 1991/1992 Pucharu Świata B. Zajął wtedy 36. pozycję klasyfikacji generalnej. W zawodach tego cyklu startował do sezonu 1997/1998, najlepsze wyniki osiągając w edycji 1992/1993, kiedy to był szósty w klasyfikacji. Dwukrotnie stawał na podium zawodów tego cyklu, 13 lutego 1994 roku w Klingenthal był drugi w zawodach metodą Gundersena, podobnie jak 14 grudnia 1997 roku w Taivalkoski.
W Pucharze Świata zadebiutował 4 marca 1994 roku w Vuokatti, gdzie zajął 10. miejsce w Gundersenie. Tym samym już w swoim debiucie zdobył pucharowe punkty. W klasyfikacji sezonu 1993/1994 zajął 32. miejsce. Najlepsze wyniki osiągnął w sezonie 1998/1999, który ukończył na dwunastej pozycji. Wtedy też po raz pierwszy i zarazem ostatni stanął na podium zawodów tego cyklu, 21 marca 1999 roku w Zakopanem zajmując drugie miejsce w Gundersenie.
Pierwsza dużą imprezą w jego karierze były Igrzyska Olimpijskie w Nagano w 1998 roku, gdzie wspólnie z kolegami zajął piąte miejsce w zawodach drużynowych. Cztery lata później, podczas Igrzysk Olimpijskich w Salt Lake City Japończycy spisali się słabiej, zajmując ósmą pozycję, a indywidualnie Mori zajął między innymi 22. pozycję w sprincie. W 1999 roku wystąpił na Mistrzostwach Świata w Ramsau. W drużynie ponownie zajął piąte miejsce, a w sprincie zajął wysokie szóste miejsce. Startował także na Mistrzostwach Świata w Lahti w 2001 roku oraz Mistrzostwach Świata w Val di Fiemme w 2003 roku, jednak osiągał słabsze wyniki. W 2003 roku postanowił zakończyć karierę.

## Osiągnięcia

### Igrzyska Olimpijskie
| Miejsce | Dzień     | Rok  | Miejscowość    | Konkurencja          | Wynik zwycięzcy | Strata      | Zwycięzca        |
| ------- | --------- | ---- | -------------- | -------------------- | --------------- | ----------- | ---------------- |
| 11.     | 14 lutego | 1998 | Nagano         | Gundersen K-90/15 km | 41:21.1 min     | +7:07.9 min | Bjarte Engen Vik |
| 5.      | 20 lutego | 1998 | Nagano         | Sztafeta K-90/4x5 km | 54:11.5 min     | +2:07.3 min | Norwegia         |
| 30.     | 9 lutego  | 2002 | Salt Lake City | Gundersen K-90/15 km | 39:11.7 min     | +5:28.9 min | Samppa Lajunen   |
| 8.      | 14 lutego | 2002 | Salt Lake City | Sztafeta K-90/4x5 km | 48:42.2 min     | +3:44.3 min | Finlandia        |
| 22.     | 21 lutego | 2002 | Salt Lake City | Sprint K-120/7.5 km  | 16:40.1 min     | +1:44.9 min | Samppa Lajunen   |

### Mistrzostwa świata
| Miejsce | Dzień     | Rok  | Miejscowość   | Konkurencja          | Wynik zwycięzcy | Strata      | Zwycięzca        |
| ------- | --------- | ---- | ------------- | -------------------- | --------------- | ----------- | ---------------- |
| 21.     | 20 lutego | 1999 | Ramsau        | Gundersen K-90/15 km | 37:04.8 min     | ?           | Bjarte Engen Vik |
| 5.      | 25 lutego | 1999 | Ramsau        | Sztafeta K-90/4x5 km | 49:34.2 min     | +2:30.5 min | Finlandia        |
| 6.      | 27 lutego | 1999 | Ramsau        | Sprint K-90/7.5 km   | 17:48.4 min     | +42.2 s     | Bjarte Engen Vik |
| 25.     | 16 lutego | 2001 | Lahti         | Gundersen K90/15 km  | 39:26.7 min     | ?           | Bjarte Engen Vik |
| 5.      | 20 lutego | 2001 | Lahti         | Sztafeta K-90/4x5 km | 48:54.1 min     | +1:04.8 min | Norwegia         |
| 18.     | 24 lutego | 2001 | Lahti         | Sprint K-116/7.5 km  | 19:40.3 min     | ?           | Marko Baacke     |
| 18.     | 21 lutego | 2003 | Val di Fiemme | Gundersen K-95/15 km | 37:54.2 min     | +4:06.2 min | Ronny Ackermann  |
| 6.      | 24 lutego | 2003 | Val di Fiemme | Sztafeta K-95/4x5 km | 47:23.9 min     | +4:09.7 min | Norwegia         |
| 32.     | 28 lutego | 2003 | Val di Fiemme | Sprint K-120/7.5 km  | 18:47.8 min     | +2:09.3 min | Johnny Spillane  |

### Puchar Świata

#### Miejsca w klasyfikacji generalnej
- sezon 1993/1994: 32.
- sezon 1994/1995: 27.
- sezon 1997/1998: 22.
- sezon 1998/1999: 12.
- sezon 1999/2000: 13.
- sezon 2000/2001: 26.
- sezon 2001/2002: 32.
- sezon 2002/2003: 34.

#### Miejsca na podium chronologicznie
| Nr | Data          | Miejscowość | Konkurencja          | Wynik zwycięzcy | Pozycja | Strata | Zwycięzca        |
| -- | ------------- | ----------- | -------------------- | --------------- | ------- | ------ | ---------------- |
| 1. | 21 marca 1999 | Zakopane    | Gundersen K120/15 km | ?               | 2.      | ?      | Bjarte Engen Vik |

### Puchar Kontynentalny

#### Miejsca w klasyfikacji generalnej
- sezon 1991/1992: 36.
- sezon 1992/1993: 6.
- sezon 1993/1994: 9.
- sezon 1995/1996: 41.
- sezon 1996/1997: 67.

#### Miejsca na podium chronologicznie
| Nr | Data            | Miejscowość | Konkurencja         | Wynik zwycięzcy | Pozycja | Strata | Zwycięzca       |
| -- | --------------- | ----------- | ------------------- | --------------- | ------- | ------ | --------------- |
| 1. | 13 lutego 1994  | Klingenthal | Gundersen K73/15 km | ?               | 2.      | ?      | Glenn Skramm    |
| 2. | 14 grudnia 1997 | Taivalkoski | Gundersen K90/15 km | ?               | 2.      | ?      | Kenneth Braaten |

### Letnie Grand Prix

#### Miejsca w klasyfikacji generalnej
- 2002: 32.

#### Miejsca na podium chronologicznie
Mori nigdy nie stał na podium indywidualnych zawodów LGP.